# Narva Kreenholmi staadion
Het Narva Kreenholmi staadion is een voetbalstadion in Narva, Estland. Het is de thuisbasis van JK Trans Narva, dat uitkomt in de Meistriliiga, de hoogste voetbaldivisie in Estland. Het stadion heeft een capaciteit van 1.065 bezoekers.